# سیارک ۱۶۲۶
سیارک ۱۶۲۶ (به انگلیسی: 1626 Sadeya، نامگذاری:1927AA) هزار و ششصد و بیست و ششمین سیارک کشف شده‌است که در ۱۰ ژانویه ۱۹۲۷ کشف شد.
قدر مطلق سیارک برابر ۱۰٫۵۰ است.